# Kościół Saint Vincent de Paul w Paryżu
Kościół Saint-Vincent-de-Paul w Paryżu (św. Wincentego a Paulo) – neorenesansowa świątynia w Paryżu, w 10. okręgu paryskim, pochodząca z XIX wieku.

## Historia
Kościół został wzniesiony w XIX wieku na miejscu dawnego klasztoru Św. Łazarza, w którym działał św. Wincenty a Paulo. Obiekt ten został zburzony w czasie Wielkiej Rewolucji Francuskiej. Autorem projektu budynku był znany architekt paryski Jean-Baptiste Lepère, zaś kamień węgielny został położony w 1824 r. w obecności arcybiskupa Paryża de Quelena. W 1830 r. wybuch rewolucji lipcowej zakłócił prace, zaś dalsze przestoje wywołał brak pieniędzy. Na nowo budowa rozpoczęła się w 1831 r. i została ukończona trzynaście lat później pod kierunkiem zięcia Lepère'a Jacques'a Hittorffa, który istotnie zmodyfikował pierwotny projekt. W 1852 r. kościół otrzymał organy, które znajdują się w nim do tej pory; zostały zbudowane przez Aristide'a Cavallé'a-Cola i składają się z 2669 piszczałek. Do dobroczyńców parafii należał cesarz Napoleon III
W czasie Komuny Paryskiej obiekt został siedmiokrotnie trafiony przez pocisk artyleryjski i poważnie uszkodzony. Komunardzi zdemontowali również pierwotne kościelne schody, z których zrobili barykady. Już po zakończeniu walk do kościoła została dobudowana Kaplica Maryi Dziewicy pod kierunkiem Williama Bougereau.

## Architektura
Kościół został wzniesiony na klasycznym planie bazylikowym. Symetryczną fasadę wyznacza portyk z sześciu kolumn jońskich zwieńczonych tympanonem z krzyżem i płaskorzeźbą Charles'a-François Lebœuf-Nanteuila zatytułowana "Apoteoza św. Wincentego a Paulo". Przedstawia patrona kościoła w otoczeniu osób, którym pomógł w osiągnięciu zbawienia lub z którymi współdziałał (między innymi Siostry Miłosierdzia pracujące z dziećmi, galernik, misjonarze).
Kościół jest dwu wieżowy. Każda z wież wzniesiona jest na planie kwadratu, z dwoma prostokątnymi oknami na najwyższej kondygnacji oraz skromną dekoracją w postaci czterech jońskich pilastrów oraz dwóch doryckich u podstawy, jak i figury świętego na środkowym poziomie. Dach pomiędzy wieżami dekorują kolejne cztery rzeźby ewangelistów. Na każdej z wież umieszczony został zegar. Kościół otoczony jest ogrodem, prowadzi do niego 20 stopni schodów.
Wnętrze obiektu pokryte jest bogatą dekoracją malarską autorstwa Hipolita Flandrina wykonaną w latach 1848-1853. Główny ołtarz, autorstwa François Rude'a, przedstawia drogę krzyżową.

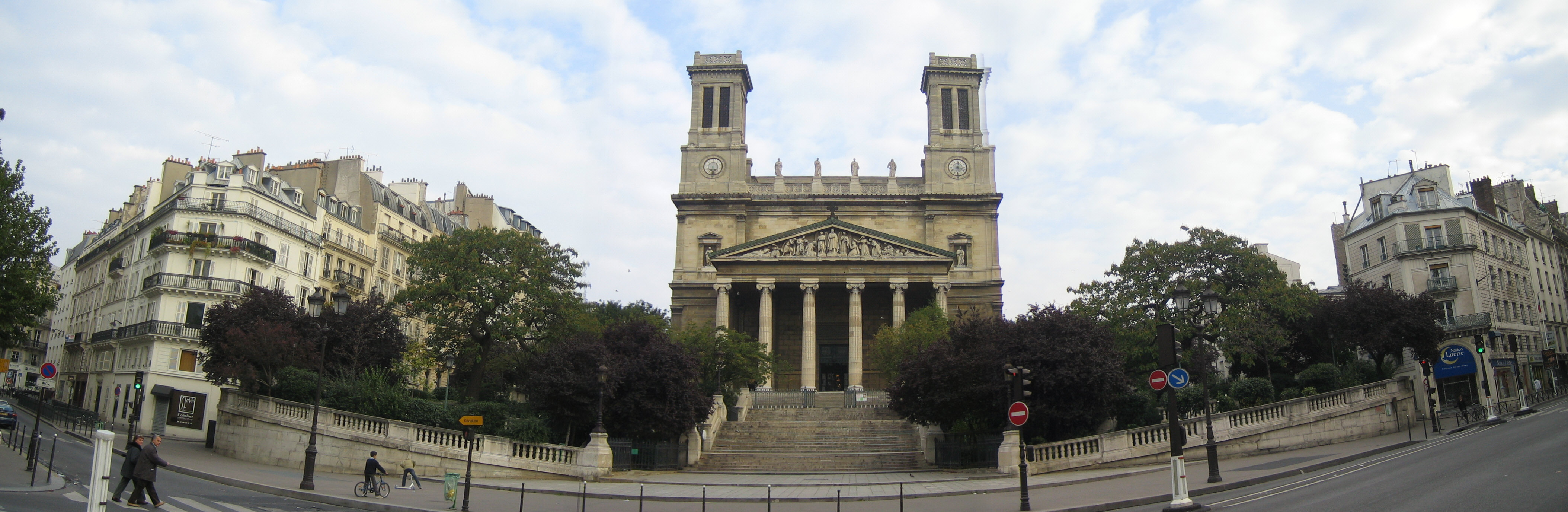
Panoramiczny widok na kościół

## Organiści
W latach 40. XIX wieku organistą był Louis Braille twórca alfabetu dla niewidomych.